# Aeonium haworthii
Aeonium haworthii Webb & Berth. es una especie de planta ornamental con hojas carnosas de la familia Crassulaceae.

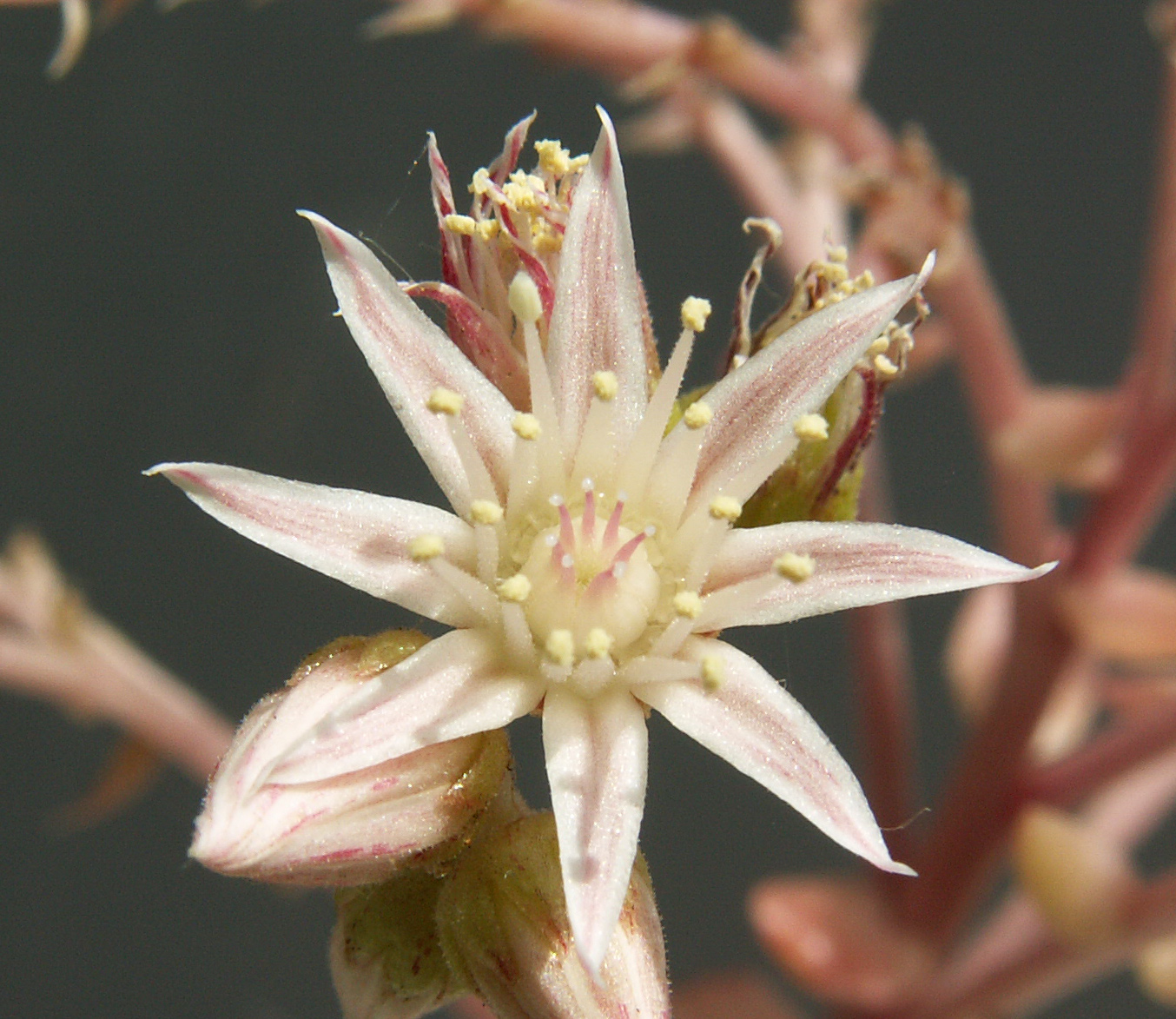
Detalle de la inflorescencia

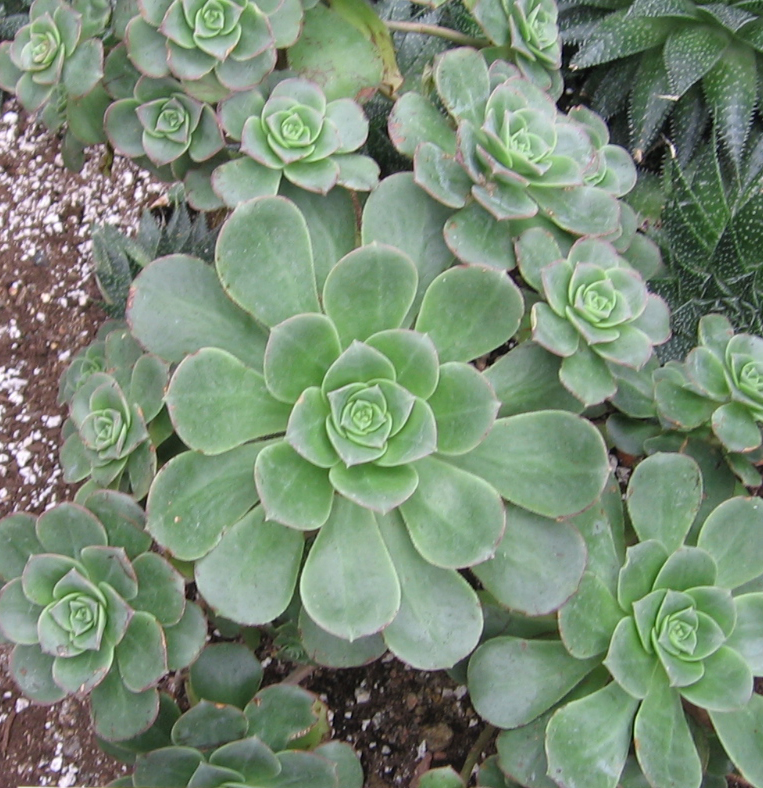
Vista de la planta

## Descripción
Es una planta ornamental con hojas suculentas, tallo leñoso y grueso con hojas verde-rojizas con una señal en forma de triángulo o diamante. 
Pertenece al grupo de especies arbustivas ramificadas. Las flores son de color crema o rosado de un cm de ancho.  Las hojas son obovadas, glabras, glaucas y con el borde rojo y ciliado, dispuestas en rosetas pequeñas, de 6-11 cm de diámetro, con las hojas internas más o menos erectas.

## Distribución geográfica
Es nativa de las Islas Canarias en Tenerife y han sido introducidas en zonas con clima similar como el sur de California en los Estados Unidos.

## Taxonomía
Aeonium haworthii fue descrita por  Webb & Berthel  y publicado en Histoire Naturelle des Îles Canaries 1(2,3): 193. 1840.
Etimología
Ver: Aeonium
haworthii: especie dedicada a Adrian Hardy Haworth (1786-1833), botánico inglés.
Sinonimia
- Aeonium volkeri E.Hern. & Bañares
- Sempervivum haworthii (Webb & Berthel.) Salm-Dyck ex Christ[3]

## Nombres comunes
Se conoce como "bejequillo tinerfeño", "Rosa de piedra" o "Aeonio".